# Miguel Ángel Portugal
Miguel Angel Portugal Vicario (ur. 28 listopada 1955 w Quintanilla de las Viñas) – hiszpański trener piłkarski i piłkarz grający na pozycji pomocnika.

## Kariera piłkarska
W swojej karierze zawodniczej, Portugal zaliczył takie kluby jak: Burgos CF, CD Mirandés, Real Madryt, Cádiz CF, Rayo Vallecano, CD Castellón, Real Burgos, Real Valladolid i Córdoba CF.
Choć piłkarzem wybitnym nigdy nie był, to z pewnością czteroletni pobyt w Realu Madryt przynosi mu chlubę. Już w pierwszym sezonie swoich występów na Estadio Santiago Bernabéu, Portugal cieszył się z mistrzostwa Hiszpanii zdobytego przez klub. Jednak w ciągu całej swej przygody z Królewskimi zaliczył zaledwie 27 występów, zdobywając przy tym jednego gola. Rok 1982 spędził na wypożyczeniu w Cadiz.

## Kariera trenerska
Portugal rozpoczął swą przygodę trenerską w połowie lat 90. Wówczas wrócił do Realu Madryt, gdzie dane mu było prowadził zespoły B i C. W 1999 roku znalazł zatrudnienie w CD Toledo, ale po zaledwie kilku miesiącach się z nim rozstano.
Po kilku latach rozbratu z futbolem, w 2003 roku Hiszpan podpisał kontrakt z Cordobą na poziomie Segunda División. W sezonie 2005/06 zaliczył kolejny powrót do Realu Madryt B, w związku z rezygnacją Juana Ramóna Lópeza Caro. 5 lipca 2006 przeszedł natomiast do Racingu Santander, pomagając kantabryjskiemu klubowi zająć 10. pozycję na finiszu rozgrywek.
Następnie Portugal pracował jako dyrektor techniczny we wcześniej wspominanym już Realu Madryt. W listopadzie 2008 roku miał możliwość przejęcia pierwszej drużyny tego klubu, aczkolwiek ówczesny prezydent Ramon Calderón postawił na Juande Ramosa.
19 listopada 2009 hiszpański szkoleniowiec zdecydował się na powrót do Racingu Santander. Było to pokłosiem zwolnienia Juana Carlosa Mandii. Portugal podpisał dwuletni kontrakt na Estadio El Sardinero, aczkolwiek nie miał udanych początków w swoim starym-nowym klubie. W lutym 2011 roku został zwolniony z Racingu Santander po dwóch latach pracy w tym klubie.

## Sukcesy
- Mistrzostwo Hiszpanii: 1979–80
- Puchar Hiszpanii: 1979–80